# Grdovići, Bar
Grdovići este un sat din comuna Bar, Muntenegru. Conform datelor de la recensământul din 2003, localitatea are 188 de locuitori (la recensământul din 1991 erau 309 locuitori).

## Demografie
În satul Grdovići locuiesc 152 de persoane adulte, iar vârsta medie a populației este de 42,6 de ani (43,1 la bărbați și 42,0 la femei). În localitate sunt 49 de gospodării, iar numărul mediu de membri în gospodărie este de 3,84.
Populația localității este foarte eterogenă.
|  |

| Demografie | Demografie | Demografie |
| An         | Locuitori  | Locuitori  |
| ---------- | ---------- | ---------- |
|            |            |            |
|            |            |            |
|            |            |            |
|            |            |            |
| 1948       | 228        |            |
| 1953       | 239        |            |
| 1961       | 262        |            |
| 1971       | 263        |            |
| 1981       | 293        |            |
| 1991       | 309        | 240        |
| 2003       | 322        | 188        |

| \| Componența etnică conform recensământului din 2003[2] \| Componența etnică conform recensământului din 2003[2] \| Componența etnică conform recensământului din 2003[2] \| Componența etnică conform recensământului din 2003[2] \| Componența etnică conform recensământului din 2003[2] \| \| ----------------------------------------------------- \| ----------------------------------------------------- \| ----------------------------------------------------- \| ----------------------------------------------------- \| ----------------------------------------------------- \| \| \| \| \| \| \| \| Muntenegreni \| Muntenegreni \| \| 93 \| 49,46% \| \| Musulmani \| Musulmani \| \| 83 \| 44,14% \| \| Sârbi \| Sârbi \| \| 5 \| 2,65% \| \| Bosniaci \| Bosniaci \| \| 2 \| 1,06% \| \| Croați \| Croați \| \| 1 \| 0,53% \| \| necunoscută \| necunoscută \| \| 0 \| 0% \| |              |  |    |        |
| Componența etnică conform recensământului din 2003 |              |  |    |        |
| |              |  |    |        |
| Muntenegreni | Muntenegreni |  | 93 | 49,46% |
| Musulmani | Musulmani    |  | 83 | 44,14% |
| Sârbi | Sârbi        |  | 5  | 2,65%  |
| Bosniaci | Bosniaci     |  | 2  | 1,06%  |
| Croați | Croați       |  | 1  | 0,53%  |
| necunoscută | necunoscută  |  | 0  | 0%     |